# Maksymilian Lewandowski (lotnik)
Maksymilian Lewandowski (ur. 15 marca 1909 w Złotopolu, zm. 3 lipca 1970 w Toronto) – pilot myśliwski, podpułkownik Wojska Polskiego, dowódca dywizjonu 307, kawaler Virtuti Militari.

## Historia
Ukończył Seminarium Nauczycielskie Męskie im. Stanisława Staszica w Grudziądzu. Zgłosił się do odbycia służby wojskowej i został skierowany do Szkoły Podchorążych Rezerwy w Dęblinie, którą ukończył w 1930 r. Następnie pracował jako nauczyciel, ale cały czas posiadał przydział mobilizacyjny do 4. pułku lotniczego. W 1932 r. otrzymał promocję na stopień podporucznika, w 1934 r. został instruktorem pilotażu w Lidze Obrony Powietrznej i Przeciwgazowej.
W sierpniu 1939 r. został zmobilizowany. Po wybuchu II wojny światowej powierzono mu zadanie ewakuacji sprzętu lotniczego na wschodnie tereny Polski. Po agresji ZSRR na Polskę 17 września został ewakuowany przez Rumunię do Francji. Następnie w marcu 1940 r. został skierowany do Wielkiej Brytanii, gdzie zgłosił się do służby w Polskich Siłach Powietrznych, otrzymał numer służbowy RAF 76819. 
Po przeszkoleniu na brytyjskim sprzęcie został skierowany do jednostki rozpoznania fotograficznego. Od października służył w dywizjonie 307, awansował na stanowisko zastępcy dowódcy eskadry. 13 marca 1941 r., w załodze z sierż. Marianem Niewolskim prawdopodobnie zestrzelił He 111. Od 9 czerwca 1941 r. pełnił funkcję dowódcy eskadry B. W okresie od 24 października do 12 listopada pełnił obowiązki dowódcy dywizjonu. Stanowisko dowódcy eskadry zdał 9 czerwca 1942 r. i w ramach odpoczynku operacyjnego został szefem pilotażu w 54. Operational Training Unit w Charter Hall. Powrócił do latania operacyjnego, 1 września 1943 r. w załodze z por. Janem Miką zestrzelił dwa myśliwskie Ju 88 a jednego uszkodził. 
8 listopada 1943 został dowódcą dywizjonu 307. Tę funkcję pełnił do 21 maja 1944 r. Następnie został przydzielony do sztabu 12. Grupy Myśliwskiej RAF, od 2 stycznia do 22 września 1945 r. studiował w Wyższej Szkole Lotniczej. Po demobilizacji nie zdecydował się na powrót do Polski. Zmarł 3 lipca 1970 r. w Toronto. Na liście Bajana został sklasyfikowany na 148. pozycji z dwoma pewnymi zwycięstwami i trzema uszkodzeniami.

## Ordery i odznaczenia
Za swą służbę otrzymał odznaczenia:
- Krzyż Srebrny Virtuti Militari nr 8411,
- Krzyż Walecznych – dwukrotnie,
- Medal Lotniczy – trzykrotnie,
- Distinguished Flying Cross.